# Cookie's Fortune
Pour plus de détails, voir Fiche technique et Distribution.
Cookie's Fortune est un film américain de Robert Altman sorti en 1999.

## Synopsis
Jewel Mae Orcutt, plus communément appelée Cookie, est une vieille dame excentrique qui vit dans un manoir à Holly Springs, une bourgade du Mississippi. Affligée de nombreux maux, elle apprécie la présence à ses côtés de Willis Richard, un Noir débonnaire qui fut le meilleur ami de son défunt mari, qu'elle pleure encore. Camille et Cora, ses nièces, ont des prétentions culturelles et organisent des soirées théâtrales. Prise d'un accès de nostalgie, Cookie se suicide. Ses deux nièces, horrifiées par ce manquement aux bonnes manières, décident de maquiller le suicide en crime.

## Fiche technique
- Réalisation : Robert Altman
- Scénario : Anne Rapp
- Directeur de la photographie : Toyomichi Kurita
- Musique : David A. Stewart
- Décors et réalisateur 2e équipe : Stephen Altman
- Production : Sandcastle 5 / Elysian Dreams / Moonstone Entertainment
- Distribution : Bac Films
- Durée : 118 minutes
- Genre: Comédie noire
- Pays de production :  États-Unis
- Date de sortie en salles :
  - États-Unis : 22 janvier 1999 (Festival de Sundance), 2 avril 1999
  - France : 7 avril 1999

## Distribution
- Charles S. Dutton (V. F. : Gérard Essomba) : Willis Richland
- Patricia Neal (V. F. : C? Day) : Jewel Mae Orcutt, dite "Cookie"
- Glenn Close (V. F. : Anne Canovas) : Camille Dixon
- Julianne Moore (V. F. : Cécile Paoli) : Cora Duvall
- Liv Tyler (V. F. : Barbara Villesange) : Emma Duvall, fille de Cora Duvall
- Chris O'Donnell (V. F. : Nicolas Lebovici) : Jason Brown
- Ned Beatty (V. F. : Claude Brosset) : l'adjoint Lester Boyle
- Courtney B. Vance (V. F. : Dominik Bernard) : Otis Tucker
- Danny Darst (V. F. : Georges Claisse) : le shérif Billy Cox
- Donald Moffat (V. F. : Claude Lévêque) : Jack Palmer
- Niecy Nash : l'adjointe Wanda Carter
- Matt Malloy (V. F. : Patrice Dozier) : Eddie "l'expert" Pitts
- Rufus Thomas (V. F. : Robert Liensol) : Theo Johnson
- Ruby Wilson : Josie Martin
- Lyle Lovett : Manny Hood
- Red West : Mr Henderson

Source et légende : Version française (V. F.) sur Alterego75.fr

## Autour du film
- Le roman de Georges Simenon Maigret et les Vieillards est également articulé autour d'un suicide maquillée en meurtre.